# Lettrage
Pour les articles homonymes, voir Lettrage comptable.

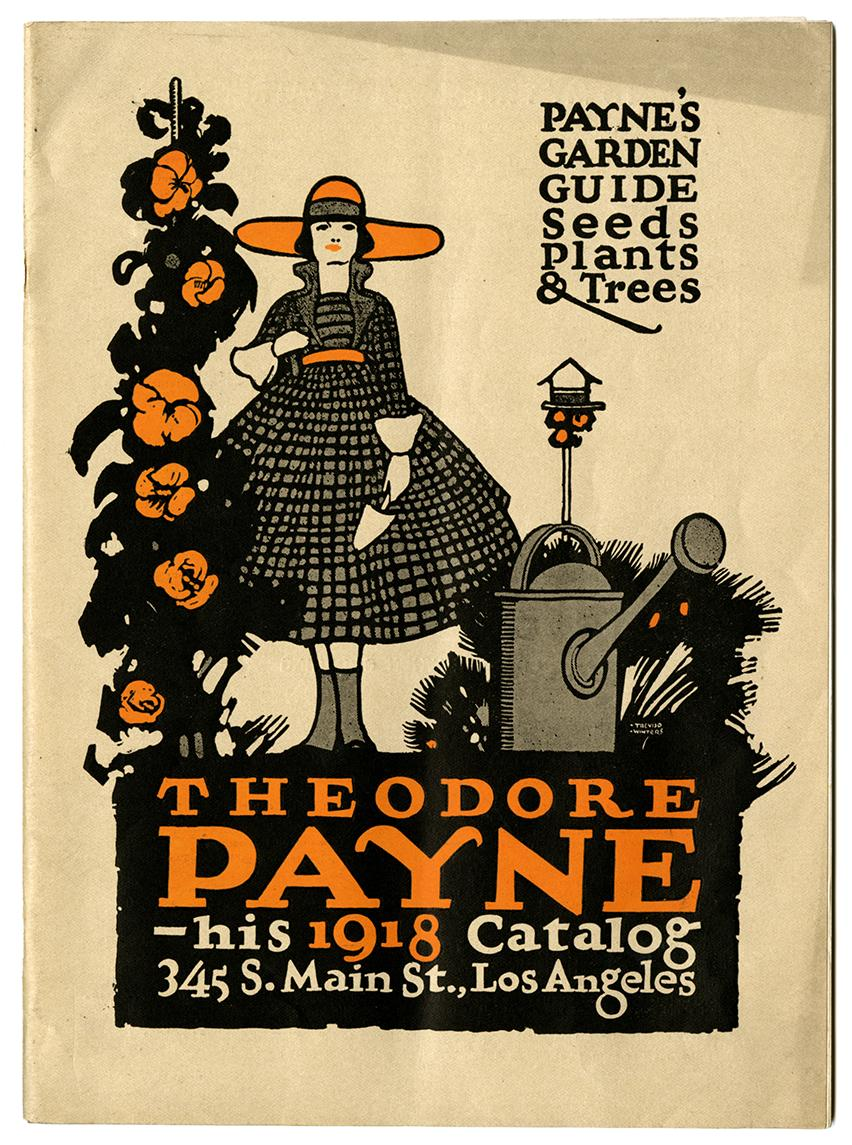
Lettrage dessiné à la main sur couverture de catalogue.

En arts graphiques, le lettrage est le fait de tracer à la main des lettres et des textes, sans recourir à la typographie (polices de caractères préexistantes formées de caractères en relief, ou aujourd’hui polices numériques), ni pratiquer la calligraphie au sens strict. 

## Terminologie
Avec la généralisation du numérique, les différents termes ont tendance à être assimilés. Cependant, le lettrage ne doit donc pas être confondu avec la typographie, ni avec la calligraphie, qui concerne essentiellement des écritures cursives effectuées avec un ductus et un rythme préétablis, d’un seul mouvement. Le lettreur (personne qui pratique le lettrage) peut avoir une pratique calligraphique, mais il peut aussi tracer des caractères d’aspect typographique et de styles variés à l’infini, ornés, ombrés, déformés, et en utilisant des outils plus variés : outils d’écriture, de dessin mais aussi techniques tels que règle, équerre, compas, pantographe, etc. Si on peut dire que la calligraphie relève directement de l’écriture, le lettrage, lui, est plus proche du dessin.

## Usages du lettrage

### Lettrage technique

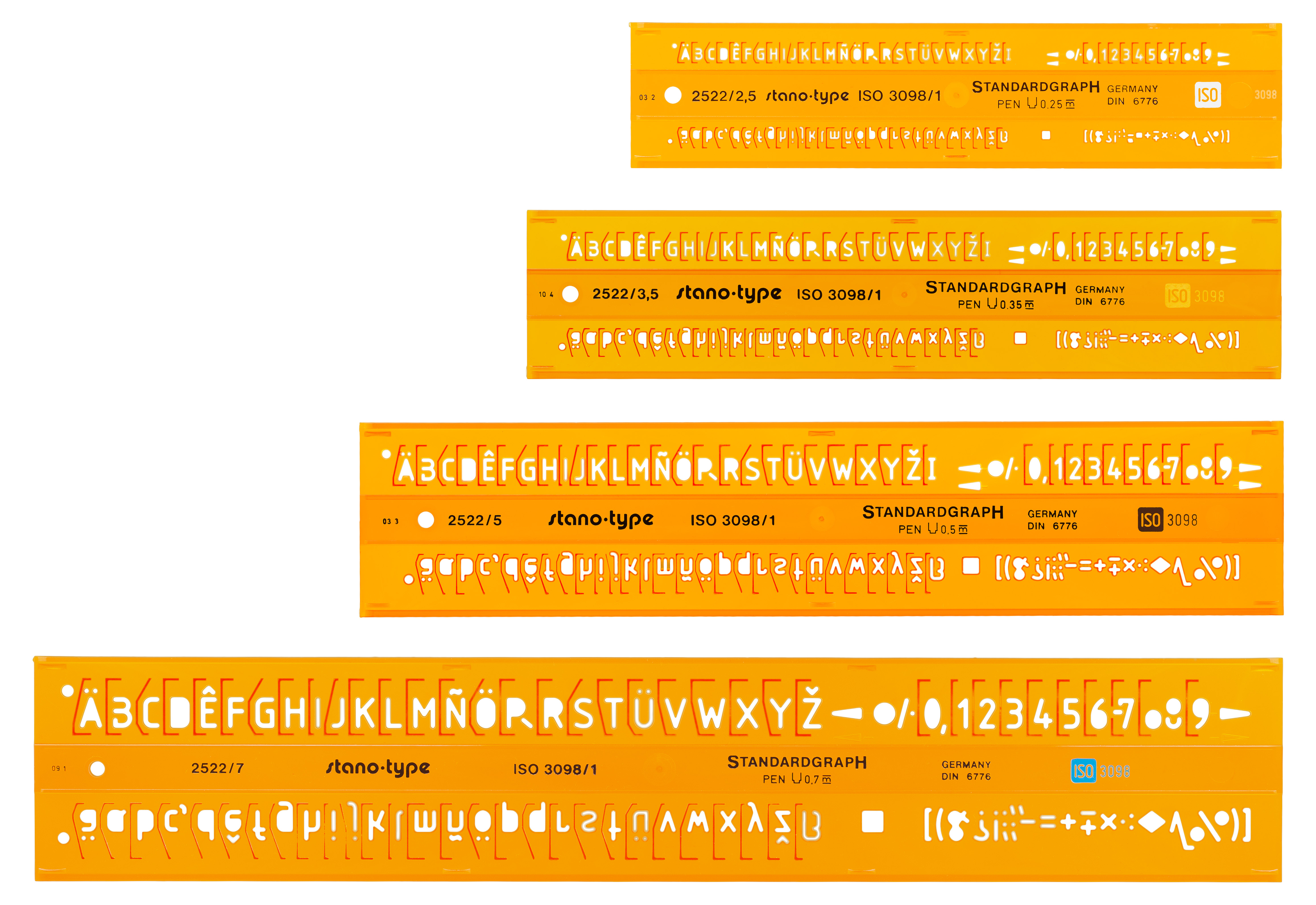
Trace-lettres

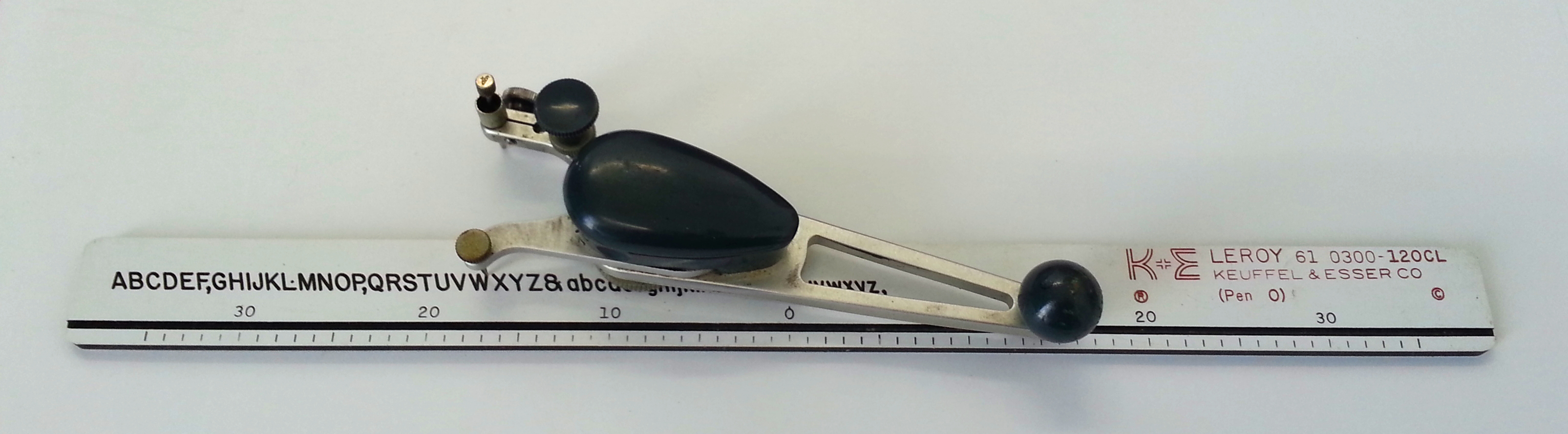
Appareil de lettrage technique Leroy

En dessin technique, la réalisation de documents, plans, géométraux, perspectives, dans l’industrie, l’architecture, nécessite un lettrage des légendes et des diverses indications. Afin de simplifier l’usage et la compréhension, on a été amené à normaliser progressivement la présentation de ces documents. D’abord calligraphiées au moyen de différentes plumes, les indications ont été ensuite portées dans les écritures plus simples établies à cet effet, toujours réalisées à la main dans des dimensions codifiées, la hauteur des lettres étant déterminée, puis tracée par deux portées au crayon. On a utilisé ensuite des gabarits d’écriture, chacun étant dans une écriture de style et de hauteur déterminée, il suffisait de suivre avec un crayon ou un stylo tubulaire technique le contour de chaque lettre. L’appareil Leroy utilisé aux États-Unis était un de ces guide-lettres muni d’un pantographe qui permettait d’obtenir la taille d’écriture voulue.
La dernière étape du lettrage technique correspond au numérique, qui permet désormais de réaliser les plans et leurs légendes dans le même processus en utilisant les polices numériques de l’ordinateur.

### Signalisation

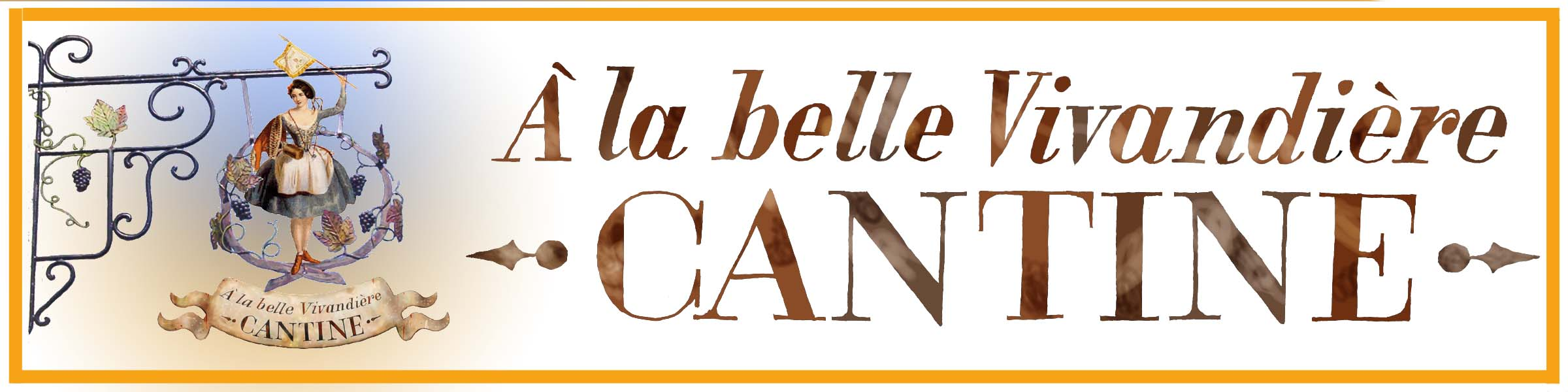
Bandeau du projet Alimentation et Gastronomie de Wikipédia : caractères dessinés à la main dans l’esprit des didones du XIXe siècle.

Le lettrage permet de réaliser des textes directement sur des supports divers, bois, carton, tissu, verre, murs. C’est typiquement le travail du peintre en lettres, largement utilisé pour la signalisation, les enseignes, les vitrines et devantures de magasins, les publicités murales, jusqu’à l’apparition des nouvelles technologies qui permettent d’utiliser la typographie. Le peintre en lettres, qui avait pratiquement disparu, revient aujourd’hui avec le goût pour une forme d’esthétique et un retour à un artisanat « authentique ». 
Le terme de lettrage est employé maintenant pour toute signalisation utilisant des lettres « préfabriquées » dans différents matériaux, lettres adhésives, en relief, etc. à partir de typographies existantes ou de lettres dessinées par voie manuelle ou numérique. Il est courant au Québec pour désigner les entreprises de signalisation, et de plus en plus en France.

### Affiche et arts graphiques

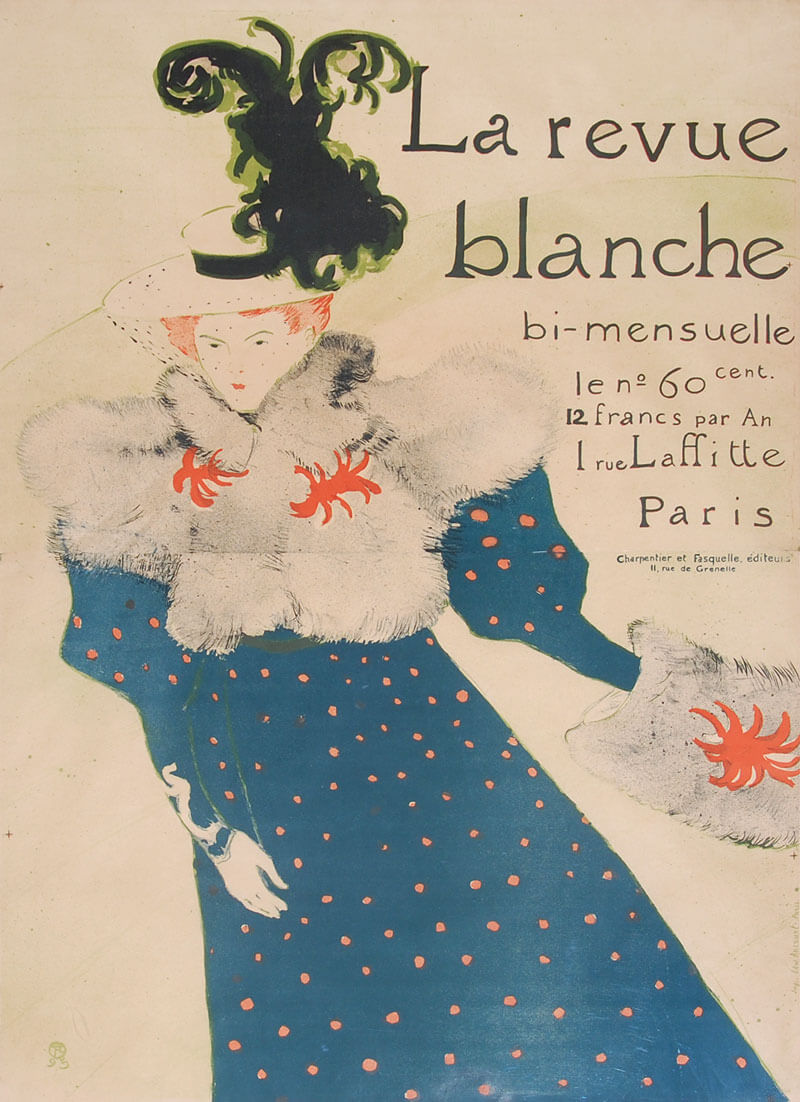
Affiche de Toulouse-Lautrec : lettrage manuel direct

Le lettrage manuel était utilisé par les affichistes qui réalisaient leurs affiches entièrement, illustration et texte directement sur le support. L’usage de la typographie compliquait sensiblement le travail de l’imprimeur, qui devait effectuer divers montages. Le lettrage manuel est parfois utilisé dans l’affiche contemporaine, pour rendre l’effet spontané, personnalisé et direct de l’expression. Mais paradoxalement cet effet est souvent perdu par un usage intensif de polices numériques créées à partir de lettrages manuels, mais qui n’ont plus les subtiles différences entre des lettres semblables, ni les variations de chasse (largeur) ou d’interligne que la main applique spontanément pour s’adapter au support et à l’espace.
Le lettrage, encore parfois désigné par le mot anglais lettering (voire lettring) est une activité pratiquée par des professionnels, ou des amateurs comme activité de « loisirs créatifs ».
On peut employer le terme de « lettrage » pour parler du choix des caractères et de leur usage, de la même façon que l’on parle de « typographie » dans l’imprimé et la publication numérique.
Le lettrage est aussi un aspect du graffiti (tag, graff) et des diverses formes de street art où la lettre est utilisée pour ses aspects décoratifs, la lisibilité passant souvent au second plan. VLP (Vive La Peinture), un groupe marqué par les slogans de mai 68, se sert ainsi du texte bombé comme d’un fond et d’un titre écrit sur la toile, dont la forme grossière et les coulures font l'intérêt plastique. Miss Tic étale ses jeux de mots au pochoir sur les murs de Paris, la graphie toujours identique servant de marque de fabrique et de signature. Rero raye soigneusement les mots qu'il apose sur ses toiles, et JonOne en sature obsessionnellement des supports qui n'ont pour seul motif que sa signature indéfiniment répétée.
Le lettrage est un des éléments du tatouage.

### Bande dessinée

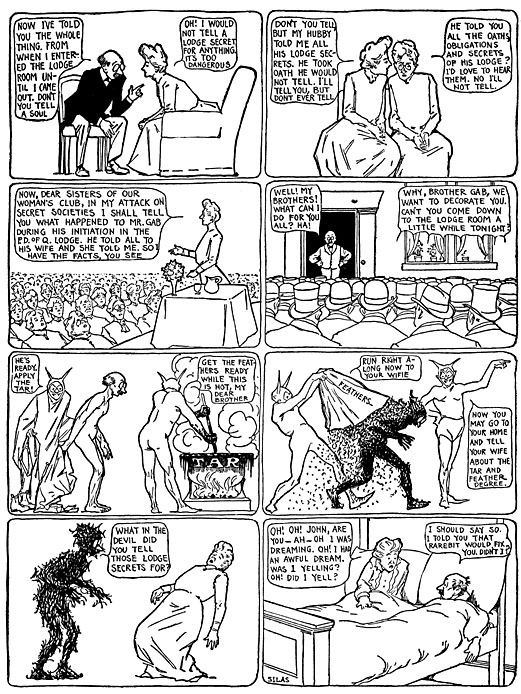
Winsor McCay, Les Cauchemars de l’amateur de fondue au chester, lettrage manuel.

Le lettrage est aussi le mode d’écriture des textes de la bande dessinée. Réalisé le plus souvent par le dessinateur lui-même, il s’intègre ainsi à l’ensemble de la planche et lui conserve son caractère dessiné et « oral », puisqu’il s’agit principalement de retranscrire la parole qui sort de la bouche des personnages (ou la voix off d’un commentateur), ainsi que les divers bruitages dont le dessin peut correspondre à l’intensité et aux variations du son, chose qui serait impossible ou difficile en typographie. Le lettrage manuel permet les déviations des lignes de texte, les traitements différents comme un trait tremblé évoquant le tremblement de la voix, etc. Certains dessinateurs se sont fait une spécialité d’utiliser des styles d’écriture différents selon les personnages, leur conférant ainsi une « voix » reconnaissable.
Le plus souvent, le lettrage est réalisé tout en capitales (avec des licences de détail comme mettre des points sur les I), mais certains auteurs, comme Hergé, Edgar P. Jacobs et d’autres, utilisent des bas-de-casse. On a ensuite confié le lettrage à des spécialistes. 

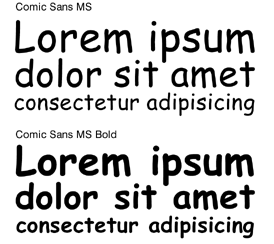
La plus célèbre police numérique issue d’un lettrage manuel : Comic Sans

Aux États-Unis, le lettrage des comics a été très tôt confié à des lettreurs spécialisés. La maison d’édition EC Comics a choisi une voie intermédiaire entre lettrage purement manuel et lettrage mécanisé, en utilisant un appareil Leroy, semblable aux gabarits d’écriture technique (dits aussi trace-lettres), doté en plus d’un système de pantographe. Ce type de lettrage a donné toute leur personnalité aux productions EC Comics.
Puis, de plus en plus, on utilise maintenant un lettrage typographique numérique avec des polices dessinées d’après le lettrage manuel du dessinateur ou d’un lettreur. Ainsi le lettrage peut conserver le style de l’auteur. Si on perd ainsi la spontanéité de l’écriture directe, on gagne en régularité, on peut ainsi équilibrer le texte dans sa bulle, le corriger ou le modifier, voire le changer pour une édition dans une autre langue. Le lettrage numérique tend ainsi à devenir la norme en bande dessinée.